# Eremiolirion
Eremiolirion, monotipski biljni rod iz porodice Tecophilaeaceae. Njegova je jedina vrsta, E. amboense, lukovičasti geofit iz Namibije i Angole. Prvi puta opisana je još 1902. kao Cyanella amboensis.
Rod je opisan 2005.

## Sinonimi
- Cyanella amboensis Schinz